# Ligne 69 du tramway de Budapest
Pour les articles homonymes, voir Ligne 69.
La ligne 69 du tramway de Budapest (en hongrois : budapesti 69-es jelzésű villamosvonal) circule entre Mexikói út et Újpalota, Erdőkerülő utca. Cette ligne dessert la périphérie de Budapest, traversant du côté de Pest les quartiers de Herminamező, Alsórákos, Pestújhely et Újpalota.

## Tracé et stations

### Liste des stations
|  |   |  | Station                              | Correspondances                                          | Arrondissement | Quartier                 | Desserte |
|  | - |  | ------------------------------------ | -------------------------------------------------------- | -------------- | ------------------------ | -------- |
|  | o |  | Mexikói út M                         | 1 3 74 74A 25 32 225                                     | 14e arr.       | Herminamező              |          |
|  | o |  | Erzsébet királyné útja, aluljáró     | 1 3 70 5                                                 | 14e arr.       | Herminamező              |          |
|  | • |  | Laky Adolf utca                      | 3 5                                                      | 14e arr.       | Herminamező              |          |
|  | o |  | Nagy Lajos király útja / Czobor utca | 3 62 62A 5 32                                            | 14e arr.       | Herminamező / Alsórákos  |          |
|  | • |  | Fűrész utca                          | 62 62A 5                                                 | 14e arr.       | Alsórákos                |          |
|  | • |  | Rákospatak utca                      | 62 62A 5                                                 | 14e arr.       | Alsórákos                |          |
|  | • |  | Miskolci utca                        | 62 62A 5                                                 | 14e arr.       | Alsórákos                |          |
|  | • |  | Öv utca                              | 62 62A 5                                                 | 14e arr.       | Alsórákos                |          |
|  | • |  | Tóth István utca                     | 62 62A 5                                                 | 15e arr.       | Rákospalota              |          |
|  | • |  | Rákospalota, MÁV-telep               | 62 62A 231                                               | 15e arr.       | Rákospalota              |          |
|  | • |  | Szerencs utca / Bánkút utca          | 124 231                                                  | 15e arr.       | Rákospalota / Pestújhely |          |
|  | • |  | Sárfű utca                           | 96 130 196 196A 296 296A                                 | 15e arr.       | Újpalota                 |          |
|  | • |  | Vásárcsarnok                         | 7 7E 7G 8E 46 96 108E 130 133E 146 196 196A 296 296A     | 15e arr.       | Újpalota                 |          |
|  | • |  | Fő tér                               | 7 7E 7G 8E 46 96 108E 130 133E 146 196 196A 224 296 296A | 15e arr.       | Újpalota                 |          |
|  | • |  | Újpalota, Erdőkerülő utca            | 7G 46 96 130 146 196 196A 224 296 296A                   | 15e arr.       | Újpalota                 |          |

## Exploitation

### Trafic
La ligne circule toutes les 6–10 minutes les jours ouvrables, et toutes les 10–15 minutes le week-end.